# Deportación de africanos occidentales de Nigeria
La deportación de inmigrantes de África occidental desde Nigeria se produjo tras una orden ejecutiva de enero de 1983 del presidente Shehu Shagari, que obligaba a los extranjeros ilegales a abandonar el país o enfrentarse a arrestos. Como resultado de la orden de Shagari, más de dos millones de inmigrantes fueron deportados, incluidos un millones de ciudadanos ghaneses.

## Historia
Muchos de los inmigrantes se sintieron atraídos por Nigeria debido al auge petrolero de la década de 1970, pero en 1983 la economía se había debilitado. La orden de Shagari fue una supuesta respuesta a los disturbios religiosos que habían asolado partes del país en 1980 (conocidos como los disturbios de Kano) y 1981. Antes de 1983, las expulsiones de inmigrantes se habían producido varias veces en África Occidental por diversos motivos.  Estos incluyen la deportación de nigerianos por parte de Ghana en 1954 y 1969 y la deportación de ciudadanos de Togo de Costa de Marfil, Dahomey y Nigeria en 1958.

### Condiciones para los inmigrantes
La ruta principal hacia Ghana era hacia el oeste, pasando por Benín y Togo. Debido a un intento de golpe el año anterior, el presidente de Ghana, Jerry Rawlings, había cerrado el principal cruce terrestre con Togo y, para evitar una afluencia repentina de repatriados, Togo también cerró sus fronteras con Benín. Por ello, una vez que los inmigrantes llegaron a Benín, se les restringió la salida y se vieron obligados a permanecer en el puerto de Cotonú, sede del gobierno del país, intentando encontrar un barco con destino a Ghana. Después de permanecer varados durante más de una semana, Ghana reabrió sus fronteras, lo que provocó que Togo hiciera lo mismo para que los ghaneses pudieran regresar a casa.

## Repercusión histórica

### Bolsas «Ghana debe irse»
Un tipo de bolsas baratas de nailon tejido mate con cremallera, utilizadas por los inmigrantes para mover sus pertenencias, recibieron el apodo de «Ghana Must Go» durante la migración. Para 2019, la bolsa todavía se conoce comúnmente con este nombre en la mayor parte de Nigeria, Ghana y ciertas partes de África occidental.  En 2020, la fotógrafa nigeriana Obinna Obioma, residente en Nueva York, utilizó los bolsos para confeccionar ropa y otros artículos en una exposición sobre la migración titulada Anyi N'Aga («We Are Going», en igbo).
En todo el mundo, la bolsa tiene una variedad de otros nombres que la asocian con los inmigrantes. En Alemania se le llama «Türkenkoffer» (maleta turca), en Estados Unidos, «Chinatown tote», en Guyana, «Guyanese Samsonit» y en varios otros lugares, «Refugee Bag».

### Impacto en la política moderna
La relación entre Nigeria y Ghana ha mejorado desde los acontecimientos de 1983.